# Jens Harms
Jens Harms (* 12. Oktober 1944 in Halle an der Saale; † 1. Dezember 2016 in Berlin) war ein deutscher Wirtschaftswissenschaftler und von 2001 bis 2009 Präsident des Rechnungshofes von Berlin.

## Leben

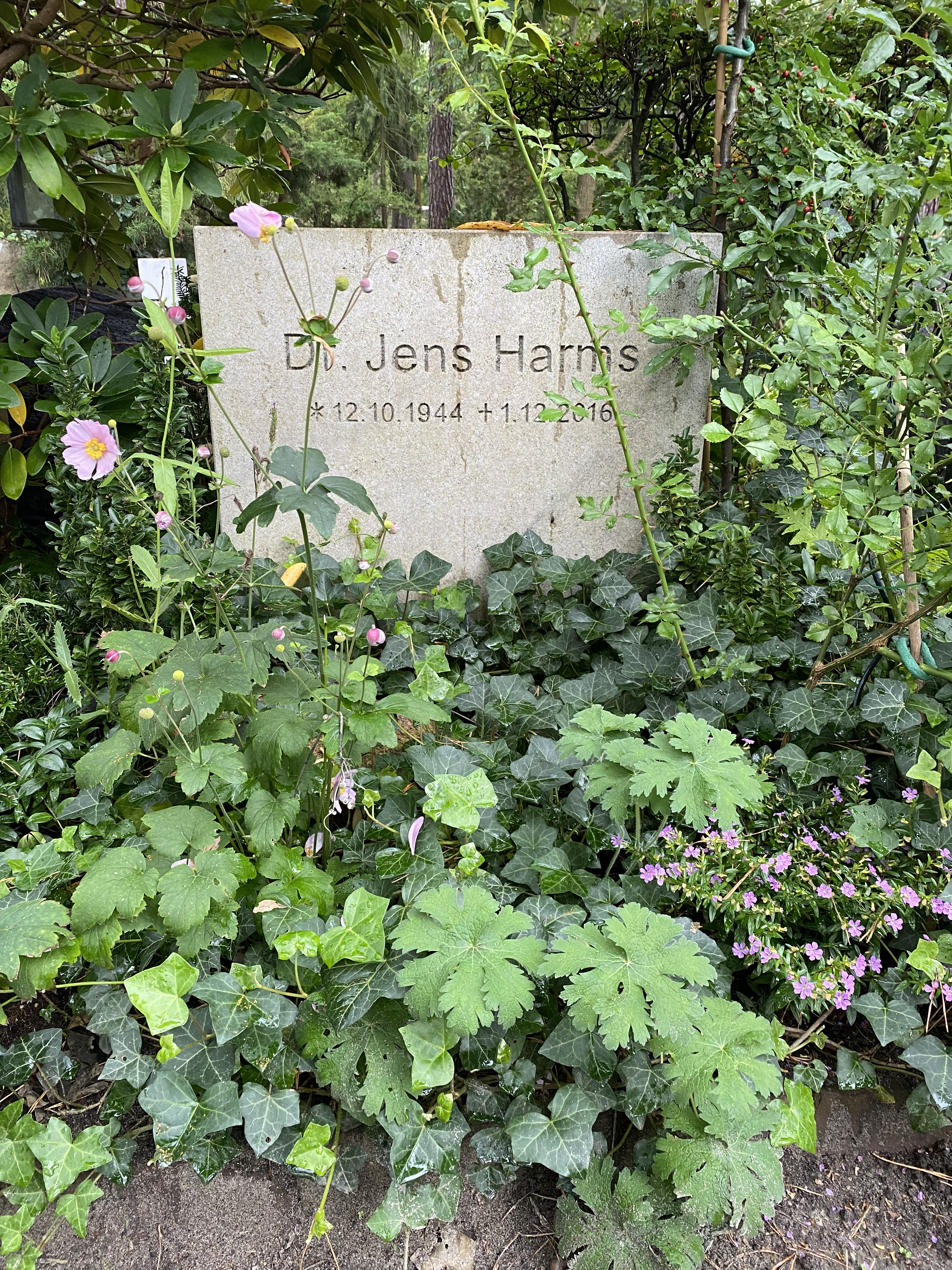
Grabstätte Jens Harms

Im Jahr 1951 floh Harms aus der DDR mit einem Zwischenaufenthalt in Berlin nach Bremen, wo er seine Kindheit und Jugend verbrachte sowie die Schule besuchte. Er siedelte später im Jahr 1965 nach Österreich und studierte dort im Hauptfach Wirtschaftswissenschaften und in den Nebenfächern Soziologie und Philosophie. Er erreichte 1969 das Diplom und 1974 eine Promotion in Innsbruck und Linz. Dort wurde er Assistent am Institut für Volkswirtschaftslehre bei Professor Kurt. W. Rothschild an der Universität Linz. Er wurde 1993 zum Honorarprofessor ernannt.
Seine Rückkehr nach Deutschland erfolgte 1974. In Deutschland angekommen, arbeitete er von 1974 bis 1986 als Studienleiter für Wirtschaft. Ab 1986 war er Direktor der Evangelischen Akademie Arnoldshain. Im Jahr 1989 wurde er durch den Hessischen Landtag zum Vizepräsidenten des Hessischen Rechnungshofes gewählt. Anschließend wurde er einige Zeit später am 1. Juni 2001 zum Präsidenten des Rechnungshofes von Berlin gewählt. Seine Amtszeit endete am 31. Oktober 2009.
Neben seinen hauptberuflichen Tätigkeiten nahm er viele Lehraufträge an unterschiedlichen Universitäten und Fachhochschulen wahr.
Er beriet zudem von 1997 bis 2004 die Mongolei beim Aufbau einer Finanzkontrolle und von 2007 bis 2009 den Rechnungshof des Jemens.
Politisch engagierte sich Harms von 1978 bis 1991 als Mitglied des Ortsvorstands der SPD-Schmitten/Taunus und von 1967 bis 2001 als Mitglied des Unterbezirksvorstands der SPD-Hochtaunus, wo er von 1990 bis 1999 zweiter Vorsitzender war. Zudem war er von 1985 bis 1993 Mitglied des Kreistages des Hochtaunuskreises, unter anderem als stellvertretender Fraktionsvorsitzender.
Jens Harms verstarb 72-jährig und wurde auf dem Waldfriedhof Dahlem beigesetzt. Die Grabstätte befindet sich im Feld 005-327.